# Kringla
Kringla (norwegisch für Der Ring) sind eine Gruppe aus zwei Inseln und einigen Klippen vor der Küste des ostantarktischen Kemplands. Sie liegt zwischen der Insel Brøka und der Law Promontory im westlichen Abschnitt des Langsundet und bildet die östliche Begrenzung der Bell Bay.
Norwegische Kartographen, die sie auch als einzelne Insel benannten, kartierten sie 1946 anhand von Luftaufnahmen der Lars-Christensen-Expedition 1936/37. Luftaufnahmen der Australian National Antarctic Research Expeditions aus dem Jahr 1959 zeigten, dass die Formation mehr als nur eine Insel beinhaltet.